# Отношения между Русия и Украйна
Отношенията между Русия и Украйна са двустранните отношения между европейските държави Русия и Украйна, разположени в съседство една с друга в Източна Европа.
След като Русия напада украинската област Крим през февруари 2014 година двете страни водят продължаващата и към февруари 2025 година Руско-украинска война. В нейното начало Русия окупира част от украинската територия, след което двете страни установяват продължително примирие, но на 24 февруари 2022 година Русия започва ново масирано нападение срещу Украйна, в резултат на което Украйна прекъсва всички дипломатически връзки с Русия.